# Народные календари у славян

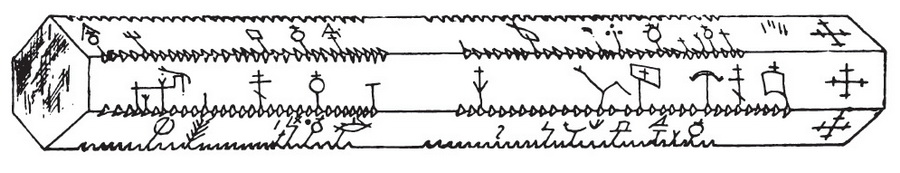
Бирка календарная казаков Восточного Забайкалья. XIX век

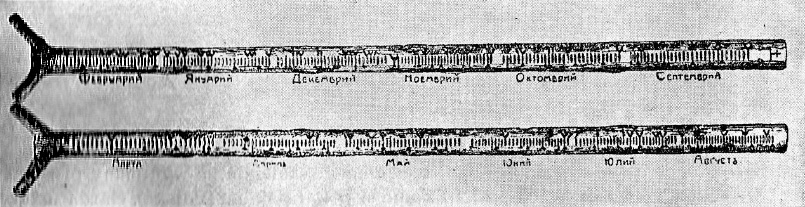
Болгарский деревянный календарь. 1914

Наро́дные календари́ у славя́н — исторически сложившиеся у славянских народов к позднему средневековью системы членения, счёта и регламентации годового времени, организующие обрядовый цикл (календарные обряды), хозяйственную и бытовую практику, в значительной мере верования и бытование фольклора. В структурном и генетическом отношении народные календари у славян представляют собой сложные переплетения различных моделей: распорядка христианских праздников, постов и мясоедов; календарей солнечного, лунного, вегетативного; земледельческого, скотоводческого, охотничьего, ткаческого, пчеловодческого и т. д.; свадебного и поминального, демонологического (ср. сезонность и календарную приуроченность появления мифологических персонажей), фольклорного (ср. календарные регламентации пения, загадывания загадок и т. п.). Каждая из этих моделей образует особый цикл и соотносится с особым кругом верований о природе и человеческой жизни; вместе с тем все они взаимно связаны.

## Основа календарей

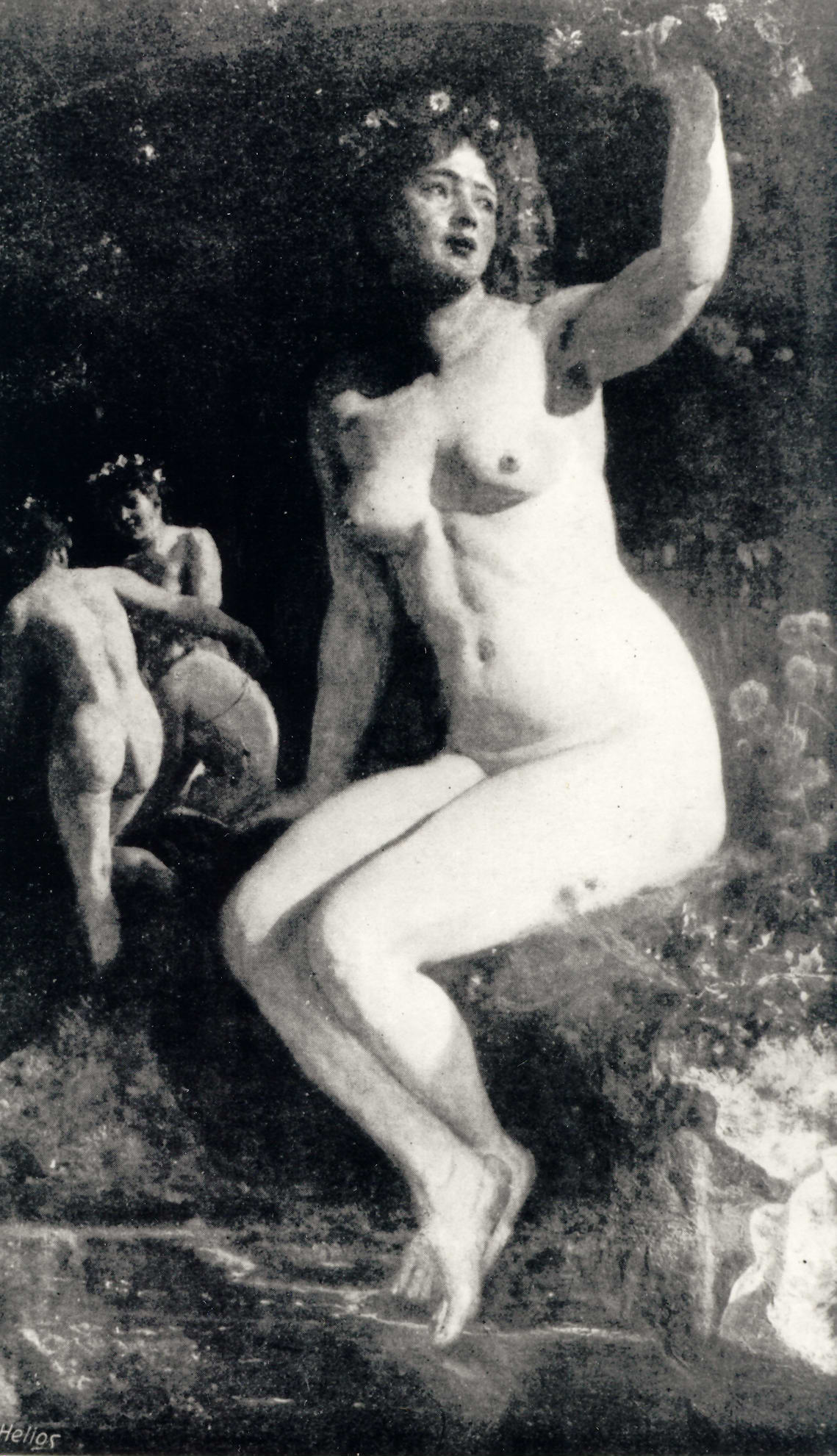
Купала, В. Герсон, 1897

В основе народных календарей славян лежит церковный (православный или католический) календарь, определяющий состав, порядок, иерархию единиц годового времени (прежде всего праздников, постов и мясоедов), в значительной степени и их терминологию. Однако содержательная сторона календарей, интерпретация праздников, периодов и сезонов, а также приуроченные к ним обряды, обычаи, запреты, предписания в целом не выводимы из христианского учения и являются органическим компонентом народной традиции. Славянский народный календарь можно квалифицировать как дохристианский ибо его мифопоэтическое содержание мало связано с христианской символикой.
Содержательную основу календарей составляет мифологическая трактовка времени, различение времени сакрального, чистого, доброго и — нечистого, злого, опасного, что находит отражение в языке (в названиях праздников, почитаемых и опасных дней и периодов).
Народные календари сохранились в основном в устной форме, отчасти также в форме рукописных списков праздников; у всех славян были в обиходе ещё и примитивные деревянные календари (бирки, резы, работа, болг. четули, пол. karby), на которых даты праздников и важнейших событий обозначались зарубками. Отдельные славянские традиции обнаруживают значительные различия в составе, соотношении, толковании, оценке и терминологии единиц времени, составляющих народный календарь.
Южные и восточные славяне являются в известном смысле преемниками переднеазиатской традиции отсчитывать новый год с начала весны или от даты весеннего равноденствия.

## Календарь восточных славян
В традиционной культуре восточных славян существуют два основных цикла обрядов:
- цикл календарных земледельческих обрядов и праздников, отражающий основные этапы сельскохозяйственных работ в течение года.
- цикл семейно-бытовых обрядов, включающий родинно-крестинную, свадебную и погребально-поминальную обрядность[3].

В основе народного календаря восточных славян лежит календарь Православной церкви, который определяет, каковы праздники, посты и мясоеды (единицы годового времени), порядок их следования, определённую иерархию этих единиц и даже во многом терминологию. Однако наполнение народного календаря, интерпретация праздников и постов, а также обрядовая сторона, если взять в целом, не выводимы из христианского учения и составляют часть народной традиции.
Бытовая приуроченность имён святых, обозначенных в церковных святцах, только в редких случаях связана с христианской легендой. Дни, отмечаемые именами святых или церковными событиями, чаще служат лишь для обозначения периодов времяисчисления. Сельскохозяйственное осмысление церковных святцев приводило к созданию «бытовых святцев», имевших общее с церковным только в датах и именах «патронов» работ, да и то имена их нередко имели особую народную редакцию, к которым добавлялись прозвища, соответствующие трудовым или природным процессам, обрядам.
Светлана Толстая считает, что восточные славяне пользовались пятидневной неделей, а субботу и воскресенье они заимствовали во время христианизации.
Особенностью сельского аграрного календаря восточных славян являются пословицы и приметы, которые позволяют реконструировать древнюю модель мира.
Народный календарь бытует преимущественно в устной форме, отчасти также в форме рукописных списков праздников. У всех славян существовали в быту ещё и примитивные деревянные календари (бирки, резы, рабоши), на которых даты праздников и важнейших событий обозначались зарубками. Отдельные славянские традиции были довольно различны в составе, соотношении, толковании и названии единиц времени, составляющих народный календарь.

## Польский народный календарь

Аграрный славянский календарь на основе мотива кубка из Лепесовки. Отнесение полей, иллюстрирующих отдельные сельскохозяйственные работы, применительно к современному делению месяцев, в которые эти работы были начаты.

Аграрный славянский календарь на основе мотива кубка из Лепесовки. Назначение полей с изображением отдельных сельскохозяйственных работ применительно к четырем главным славянским праздникам.

Основу польского народного календаря образует синтез католических и славянских традиций. Так, например, летоисчисление и содержание праздников католические, а названия и форма славянские.
Зима
6 декабря празднуются Миколайки (пол. Mikołajki — день святого Николая), когда дети получают угощения. В живецких деревнях в этот день ходил по дворам ряженный «Миколаем» парень. Заходя во двор он давал девушке венок из сухого клевера, это означало, что она будет собирать клевер; а молодухе (недавно вышедшей замуж) — венок из гороха, что означало, что она «будет в своём хозяйстве горох за печью лускать». Накануне 1 января отмечают день Святого Сильвестра (пол. Sylwester), связанный с новогодними фейерверками и шампанским. 6 января (stycznia) празднуют день Трёх Королей (Богоявление), который сопровождается карнавальными шествиями. Имена трех королей звучат как Каспар, Мельхиор и Бальтазар.
Весна
Карнавальное время заканчивается Мясопустом (пол. mięsopust, zapusty, karnawał). В эти дни проходят балы и вечеринки, а традиционной едой с «жирного четверга» являются пончики с разнообразной начинкой, чаще всего с розовым вареньем, сахарной глазурью, иногда посыпанные засахаренной апельсиновой корочкой. Мясопуст всегда заканчивается во вторник, называемый в Польше «Селёдник», «Подкозёлэк», «Кусаки» (пол. Śledzik, Podkoziołek, Kusaki). Великий пост начинается с Пепельной среды (пол. Popielec) и заканчивается Пасхой (пол. Wielkanoc). За неделю до Пасхи отмечается Пальмовое, или Вербное воскресенье (пол. Niedziela Kwietna), к которому принято готовить букеты из бумажных цветов и веточек вербы, а затем освещать их в церкви.
На Пасху проводился обряд «Похороны поста» (пол. Pogrzebanie postu) — обряд проводного типа, изображающий похороны Великого поста или его символов, имитирующий похоронный обряд с характерной для него атрибутикой: похоронной процессией, отпеванием, гробом, закапыванием в землю, поминальной трапезой и др. В некоторых сёлах на Пасху «выносили Марену». Группа парней обходила дворы с соломенным чучелом Смерти, на смену которому в село якобы входил Христос. Погужане при этом пели: «Шла Смертушка из города, а Иисус в город…» (пол. Szła smiertoczka z miasta, pan Jezus do miasta...). Также «ходили с петухом» (пол. Chodzenie z kogutkem) — польский обряд как символом воскресшего Христа. В обряде принимали участие парни, достигшие брачного возраста. Они обходили все дома, где жили девушки на выданье. В Пасхальный понедельник традиционно празднуется Эмаус в форме ярмарочных гуляний. Под Краковым на следующий день после Пасхи «баба» в лохмотьях («Сюда-баба») с лицом в саже и пепле посещает дома жителей в сопровождении других участников обряда переодетых в «цыгана» и «трубочиста», а также музыкантов в народных костюмах.
Лето
В начале лета празднуют праздник Божьего Тела (пол. Boże Ciało). 15 августа поляками почитается Дева Мария как покровительница земли и её пышной растительности, поэтому в польской народной традиции праздник известен под именем «Богоматери травяной» (пол. Święto Matki Boskiej Zielnej). Центром праздника становится католический паулинский монастырь в Ченстохова с иконой Черной Мадонны. В некоторых местах в этот день празднуют «Дожинки» (пол. Dożynki).
Осень
2 ноября в День всех святых отмечают «Задушки» (пол. Zaduszki), когда посещают могилы умерших родственников и зажигают там свечи. 30 ноября в Польше отмечают день «Анджейки» (пол. Andrzejki — день святого Андрея).

## Сербский народный календарь
В сербском народном календаре сохранились остатки древних политеистических верований, обычаев и обрядов, связанных с зимним и летним солнцестояниями, осенним и весенним равноденствиями. Для древних людей эти периоды были не только астрономическими, но и хозяйственными вехами: в земледелии, например, это были заботы о посеве и росте сельскохозяйственных культур, об уборке урожая и его сохранности.
Из наблюдения за изменениями серпа месяца (фаз Луны), человек год делил на месяцы. Дни месяца начинались с новолуния и заканчивались перед следующим новолунием. Сам месяц сербы делили на пять частей по шесть дней, которые были названы после дня отдыха недели (сейчас это название семидневного отрезка времени — седьмицы).
У древних сербов в дохристианские времена в неделе было шесть дней — без субботы, которая была введена вместе с христианством. В месяце было пять недель. Точной продолжительности солнечного года не существовало, так как и в настоящее время нет точной продолжительности дня и ночи. День считается с восхода до его заката; от заката солнца до его восхода — ночь. «Половина» суток, по современному представлению, — день, а другая половина суток — ночь.
Сербы делили год на два полугодия: летнее и зимнее. Оба полугодия связаны с весенним и осенним равноденствиями. Переходный период от зимы к лету — это весна или пролетье (серб. пролеће), а переход от лета к зиме назывался подзимьем (серб. подзим) или осенью. Таким образом формировалось четыре сезона примерно равных по продолжительности. В связи с различиями природных особенностей сезонов, различной сельскохозяйственной деятельностью в эти периоды и болезней на протяжении многих лет, для каждого сезона имеются свои особые поверья, обычаи и обряды.
Летником нередко называлось 1 марта. И теперь подобное название первого марта сохранилось в деревнях Подримлья, кое-где в Косово и Черногории — пролетник (серб. пролетњак). В далеком прошлом летник отмечается во время весеннего равноденствия, но затем в официальном календаре «переместился» на первое марта. Летник — праздник обновления природы после зимнего сна, начало летнего полугодия. До настоящее времени сохранились новогодние обычаи в этот день, которые являются аналогом рождественских. И сегодня в народе первого марта и накануне Благовещения (см. Ранило), а иногда и в другие дни, жгут навоз или перед входом в дом устраивают костёр, через который домочадцы перепрыгивают, чтобы быть здоровыми. Сжигание навозной кучи, и перепрыгивание через костёр являются пережитками, сохранившимися с языческих времён.
В XIX веке летнее полугодие считалось с Юрия вешнего (серб. Ђурђевдан) 23 апреля по Дмитриев день (серб. Митровдан) 26 октября. С началом полугодия совершались сделки и наймы от начала до конца полугодия. В летнее полугодие козы были на горных пастбищах, а зимой — в овчарне; птицы отлетали на зимовку в начале зимнего полугодия и возвращающихся к началу летнего, и т. д.

## Болгарский народный календарь
Болгарский народный календарь состоит из двух полугодий — зимнего и летнего, с рубежными праздниками в честь святого Димитрия (болг. Димитровден) и святого Георгия (болг. Гергьовден). В сущности это солнечно-лунный календарь, в котором новый астрономический год начинается с Рождества (болг. Коледа), отмечая точку зимнего солнцестояния и праздники пасхального цикла, которые ежегодно рассчитывается в соответствии с первым полнолунием после весеннего равноденствия.
Народный календарь состоит из 12 месяцев и 56 праздников. Четыре месяца имеют персонифицированые имена — январь, февраль, март и апрель. Одно из женских олицетворений — Баба Марта (март), сестра большого Сечко (январь) и малого Сечко (февраль). Имена других месяцев образуются в основном в соответствии с присущими для этого времени работами или по имени самого почитаемого святого в месяце.
См. также: Болгарские названия месяцев